# Данілу Авелар
Данілу Фернанду Авелар (порт. Danilo Fernando Avelar, 9 червня 1989, Паранаваї, Парана) — бразильський футболіст, що грає на позиції лівого півзахисника або лівого захисника.

## Кар'єра
Розпочав професіональну футбольну кар'єру в Бразилії в місцевих клубах. Влітку 2010 року був орендований на півроку львівськими «Карпатами». Через травму Ігоря Ощипка і завдяки гарній грі здобув місце в основному складі команди і в грудні «Карпати» підписали з гравцем повноцінний 3-річний контракт.
24 січня 2011 року перейшов до «Шальке 04» на правах оренди до 30 червня 2011. Провів 3 матчі в Бундеслізі, влітку 2011 року повернувся до «Карпат».
У липні 2012 продовжив контракт з львівським клубом до 2016 та вирушив в оренду до італійського «Кальярі»
У липні 2013 року «Кальярі» викупив права на гравця, а 2015 року Авелар перейшов до «Торіно».
Протягом чотирьох років у туринському клубі провів лише 11 матчів за клуб. Більшість сезонів 2015/16 та 2016/17 був травмований та майже не грав. У 2017/18 був відданий в річну оренду до французького «Ам'єна», а наступний сезон провів в оренді на батьківщині в «Корінтіанс». Улітку 2019 «Корінтіанс» викупив права на гравця.